# 絕對君主制
絕對君主制（英語：Absolute monarchy），又譯為君主專政、專制君主制、絕對君主制、絕對君主专制、絕對主義王權、絕對王權、絕對君權等，也稱絕對主義（英語：absolutism），是西方政治學概念中定義的一種政體，源自歐洲16世紀至18世紀的君主制政體，一種專制或獨裁政體，將君主作為國家主權的體現與唯一代表，遵循法治，依照憲法與自然法而運作，不受到封建傳統與基督教會的制約，因此又被稱為無限君主制。法國國王路易十四說的「朕即国家」（法語：L'état, c'est moi），具體代表絕對主君制的運作方式。
法蘭西國王路易十四與俄羅斯皇帝彼得大帝為絕對君主制的代表。在歐洲傳統之外，國家權力集中於君主，但不遵循法治原則的君主政體，則稱為專制主義。
17世紀的英國，通過大憲章限制君主權力，將君主制改造為有限君主制，主權的基礎由君主改為人民，在19世紀之後，絕對君主制在歐洲消失。

## 概論
絕對君主制源自16世紀歐洲，在絕對君主制出現之前，歐洲各國的君權大多數情況下受制於封建制度和封建法律、貴族階層的政治權力、圣职者的宗教權力與資產階級的經濟權力，需要與各階級分享權力。在16世紀文藝復興時代以後，因為民族國家出現，天主教會教權的衰落，貴族力量分化以及資本主義經濟的發展等多重因素，使得歐洲各國國王有機會收攏權力，加強專制，國家主權集中在君主一人身上，因此稱為絕對君主制。
馬基雅維利主義和霍布斯早期的思想，從客觀論述了身為國家元首與政府首腦的君主應該擁有絕對的政治權力，君主處於超脫各階層利益的存在，代表唯一的國家主權，可以更好地保護整個國家的利益、應對各種階層勢力之間的角力。托马斯·霍布斯在《利維坦》中提出人類在自然狀態下，是人對人的戰爭。為了打破這種自然狀態，需要經由社會契約，形成絕對主權，以獲得和平與秩序。霍布斯引用古希臘的政體三分法，將一切政體分為民主制（democracy）、君主制（monarchy）與貴族制（aristocracy）三類。將來自社會契約的絕對政治權力只交給單一一人時，這種君主制政體，霍布斯相信這是最佳的政體。這個流派認為君主權力來自社會契約，由人民給與，仍應該受到基本法、自然法、宗教法等的限制，以取得正當性。
基督教早期教士，認為上帝權力獨一、絕對、不可分割的想法。早期教士經常以君主制來比擬上帝的統治權力。但到了啟蒙時代，在宗教改革運動之後，上帝權力被世俗化為國家權力與君主權力，在法國，如讓·博丹、雅克-貝尼涅·波舒哀等人，他們與霍布斯相同，認為國家主權是絕對的，不應受到任何限制，而君主是國家主權的唯一代表。讓·博丹等人主張君權神授，君主受到上帝托付，因此得以執行國家主權，在他們的理論中，君主不應受到法律的限制，但是因為君主的權力來自上帝，在這個流派的思想中，君主權力仍然應該受到聖經權威與自然法的指引。
受霍布斯等人影響，在法國路易十四時期衍生出絕對君主制（absolute monarchy）這個名詞，其政敵則指責他是一種專制主義（法語：despotisme）。在18世紀啟蒙運動時期，由於中國儒家思想傳入，出現了開明專制（enlightened despotism）一詞，此時專制主義受到歐洲各國國王的推崇，無不以“開明專制”自詡，專制主義成為顥學。啓蒙運動思想家孟德斯鳩在《論法的精神》一書中，將政府分為三者，民主共和（democratic republics），君主制（monarchies）與君主專制（despotisms）。孟德斯鳩認為，君主制（monarchies）是由法律給與君主政治權力，并由法律限制其權力的歐洲各國的君主制；而中國等東方王朝則是君主專制制度（despotisms），君主依照個人的意志統治國家，不受法律限制，具備反復無常性。
在19世紀後，歐洲學界層將霍布斯等人對國家主權屬於絕對、單一、不可分割、轉讓、不能被限制，但應遵循法治的看法，稱為絕對主義（absolutism）或絕對君主制；同時，對absolute monarchy與despotism這兩個術語進行區別應用。前者主要被用來描述近代歐洲的君主制，；後者則專用於描述亞洲等東方社會的君主制。如馬克思、恩格斯在《共產黨宣言》、《家庭、國家和私有制的起源》中，討論歐洲時，就使用德語：、英語：，而《不列顛在印度的统治》中就使用德語：、英語：。

## 漢語譯名
日本明治維新後，翻譯歐洲政治學書籍，如日本學者加藤弘之《立憲政體略》、尾崎三良《君民同治論》等，引進君主專制或君主獨裁等術語，但最初沒有明顯區分出絕對君主制與專制之間的區分。清朝末年，經梁啟超等人轉介日本譯語，專制、專制君主、君權專制或君主專制這些西方政治學術語開始在中國流行，但是跟日本情況相同，也不一定會把這些名詞是對應到英語：或英語：區分出來。
在20世紀後，日本學者開始遵循歐洲傳統，將英語：譯為專制君主制，或絕對君主制，與專制主義區分開來。因專制君主制，易與專制（Despotism）混淆，直譯為絕對君主制是目前較通行的。香港及台灣學者則多採用直譯，將absolute monarchy譯為“絕對君主制”。
在中華人民共和國通行君主專制這個譯名，不特別區分出絕對君主制與專制主義。

## 歷史
伊曼紐·華勒斯坦在1974年出版的《現代世界體系》中提出，歐洲中世紀後期，君主利用世界體系帶來的財源，建立國家官僚體系與常備傭兵，因而開始宣揚絕對君權，藉以將原本散在貴族、教會與市鎮的權力，收納到作為國家化身的君主手中；這種權力的絕對化，最終在歐洲產生了絕對君主制。例如在黎希留主教過世後，路易十四自命為國家的代表與化身，不但反過來控制教會，而且長期停開三級會議，一般認為在路易十四之後，法國成為絕對君主制政體。伊曼紐·華勒斯坦認為，世界經濟體系的擴張為絕對君主制職稱龐大的國家官僚機構提供了經濟基礎；而國家官僚機構，反過來支持世界經濟體系的擴張。還有學者認為，絕對君主制政體的發展可能促進了民族國家的形成。
在啟蒙運動時期，絕對君主制政體逐漸傳播到歐洲各地。英國的托马斯·霍布斯在《利維坦》一書中支持絕對君主制政體。在法國，君權神授說則是絕對君主制政體的主要理論依據。羅伯特·菲爾默在其《君权论》一書中認為，人類生來就不是自由的，而是隸屬於父親，一個父親，對於他們子女的生命、自由及財產享有完全的權利，而藉由「父權」衍生出「父親身份的權力」進而可以推及「君權」。根據《聖經》的權威，羅伯特·菲爾麥認為，亞當生來就是父親，也是全世界的君主，君主對國家的權力來自神的賦與，因此必然享有對臣民的絕對權力；羅伯特·菲爾麥根的由《聖經》出發的主張也用被來為奴隸制合法的辯護。在啟蒙運動時期，這些認為國家與君主的權力絕對不受限的學說，結合各國的資本主義改革，從略帶貶義的“專制主義”發展成為了帶有褒義的“開明專制”。
隨著資產階級革命的興起，一些傳統的絕對君主制國家開始傾向於進行議會制改革，并逐漸演變成了憲政國家。英國政治學家約翰·洛克在《政府論》的上篇針對羅伯特·菲爾麥無限抬高君權的主張進行了批判，在下篇則提出他的主張，以人類的自然權利說，支持英國的議會民主。對此，卡爾·施米特在1928年的著作《憲法學說》中認為，現代議會制的形成，是因為資產階級既反對絕對君主制，又反對絕對民主制，因此融合了貴族制的特徵，最終建立了議會制國家。

## 其他國家

### 日本
日本是否出現過絕對君主制，在日本學者間存在爭議。有一派認為，效法唐帝國模式，孝德天皇推動的大化革新，將權力收歸天皇，在這段時間內，日本曾經短暫出現絕對君主制。直到平安时代中期，出現武家政治，日本再度進入封建時代。
有一派認為，明治維新之後，一直到第二次世界大戰結束為止，在天皇主權說詮釋下的大日本帝國憲法，認為日本國家主權由日本天皇代表，其權力無限制，使日本雖然在名義上是君主立憲制，但實際上則成為絕對君主制。如日本學者清夫信郎曾提出明治憲法是一種「偽立憲的絕對主義政治」
而美濃部達吉提出的天皇機關說，將天皇視為是由明治憲法賦與主權的行政機關。在這個論點下，日本在明治時代仍屬於立憲君主制。

### 中国
中国可能是绝对君主制持续最久的国家之一。商周时代就已经有“普天之下莫非王土”和“君权神授”的说法。但在先秦时代，中国的政权仍旧以分封制为主要权力组织形式，到了东周时期，周天子的权威已经式微，而曾经效忠天子的诸侯则开始分封割据。在这一时期，各个诸侯和国王在自己的封地内具有很大的权力，而且一些封国内部没有再继续分封，而是由国王直接任命官员管理地方事务，但这些国家和封地在名义上又在周天子的统治之下，所以东周后期和周的这些封国是否属于绝对君主制在学界有较大争论和分歧。
秦始皇灭六国统一天下时创造了皇帝这个称号，并利用法家思想对全国进行集权专制统治，具体措施有郡县制、统一度量衡等，这些措施加强了君主对地方势力的控制和君主的权威，可以被视为绝对君主制的确立。
秦灭亡以后虽然恢复了封建分封制度，但由于汉代的七国之乱和唐代的安史之乱暴露出分封制之下诸侯和王公权力过大的弊端，唐代以后中央政权的分封制度逐渐开始虚级化，分封的王公贵族逐渐变成不管理地方政务的闲职，元代的地方王公的权力有所恢复，但明代继续虚级化，很多王公赋闲在家，更多关注如何敛财和艺术文学，中央任命的地方政府对民众的控制力度空前加强。
及至清代，各王公中出现了大量无封地王公（比如恭亲王和庆亲王，他们有王府但没有封地），地方政府完全取代了分封制，这种虚级化和分封诸侯王公权力被剥夺的过程也被认为是中国古典时期后期中央集权极度加强的一个因素和表现。所以中国自唐以后的大一统政权可以被认定为绝对君主制政权。
但需要注意的是，即使到了清末民初，中国境内仍然有大量地区并非由中央政府委派的流官直接统治。比如西南地区的土司，这些土司经历了明清两朝的改土归流后仍然有所存在。类似的还有西藏的噶厦政府、新疆的伯克、内外喀尔喀蒙古的王公等，他们并非由中央政权分封，但中央承认其在自己领地内的绝对权威，一些情况下中央政府也会派出流官和军队协助其统治，并监督这些地方统治者和戍守边疆。这种制度一度令西方国家的研究者感到困惑，比如18世纪欧洲人出版的中国地图里中国只有内地省份，其他地方统治者的领地要么没有被算进中国领土，要么被认为是殖民地和保护国。这些地方统治者中很多在中国推翻绝对君主制政府后倾向于独立，比如蒙古独立运动、西藏独立运动和新疆独立运动的理论基础就是其并非被中央政府直接统治，所以不属于中国领土。